# Seltin
Seltin är ett registrerat varumärke från Cederroth för en mineralsaltprodukt som innehåller 50% mindre natrium än vanligt koksalt. Produkten marknadsförs som ett alternativ för dem som vill begränsa sitt intag av natrium. Seltin produceras i Sverige och har funnits på marknaden sedan 1980.
På grund av den låga halten av natriumklorid, kan Seltin inte användas till konservering, som gravning eller saltning.
På grund av den höga halten av kalium bör personer som har njursvikt, eller som använder vissa hjärt- eller blodtrycksmediciner, inte använda Seltin. 
| Näringsvärde per 100 g | Näringsvärde per 100 g |
| ---------------------- | ---------------------- |
| Natriumklorid          | 50 g                   |
| Kaliumklorid           | 40 g                   |
| Magnesiumsulfat        | 10 g                   |
| Jod                    | 0,005 g                |